# Mắt Luân Đôn
Mắt Luân Đôn hay Vòng quay Thiên niên kỷ (tiếng Anh: London Eye hay Millennium Wheel) là một vòng quay quan sát khổng lồ cao 135 mét (443 ft) nằm bên bờ sông Thames, Luân Đôn, Anh. Từ ngày 20 tháng 1 năm 2011, Mắt Luân Đôn mang tên chính thức là "EDF Energy London Eye" theo một thoả thuận tài trợ 3 năm.
Đây là vòng xoay cao nhất tại châu Âu, là điểm thu hút du lịch được chi trả để tham quan với số lượng nhiều nhất, số du khách tham quan hàng năm là 3,5 triệu người. Khi được dựng lên vào năm 1999, Mắt Luân Đôn là vòng quay quan sát cao nhất thế giới, cho đến khi bị Star of Nanchang vượt qua vào năm 2006 với độ cao 160 m (520 ft), và sau đó là Singapore Flyer vào năm 2008 với độ cao 165 m (541 ft). Những người điều hành vẫn miêu tả đây là "bánh xe quan sát kết cấu dầm chìa cao nhất thế giới" (vòng quay được đỡ bằng một khung chữ A chỉ từ một bên, khác với vòng quay Nanchang và Singapore).
Mắt Luân Đôn nằm ở phía tây của công viên Jubilee Gardens, trên bờ nam của sông Thames trong Khu Lambeth của Luân Đôn, giữa cầu Westminster và cầu Hungerford.

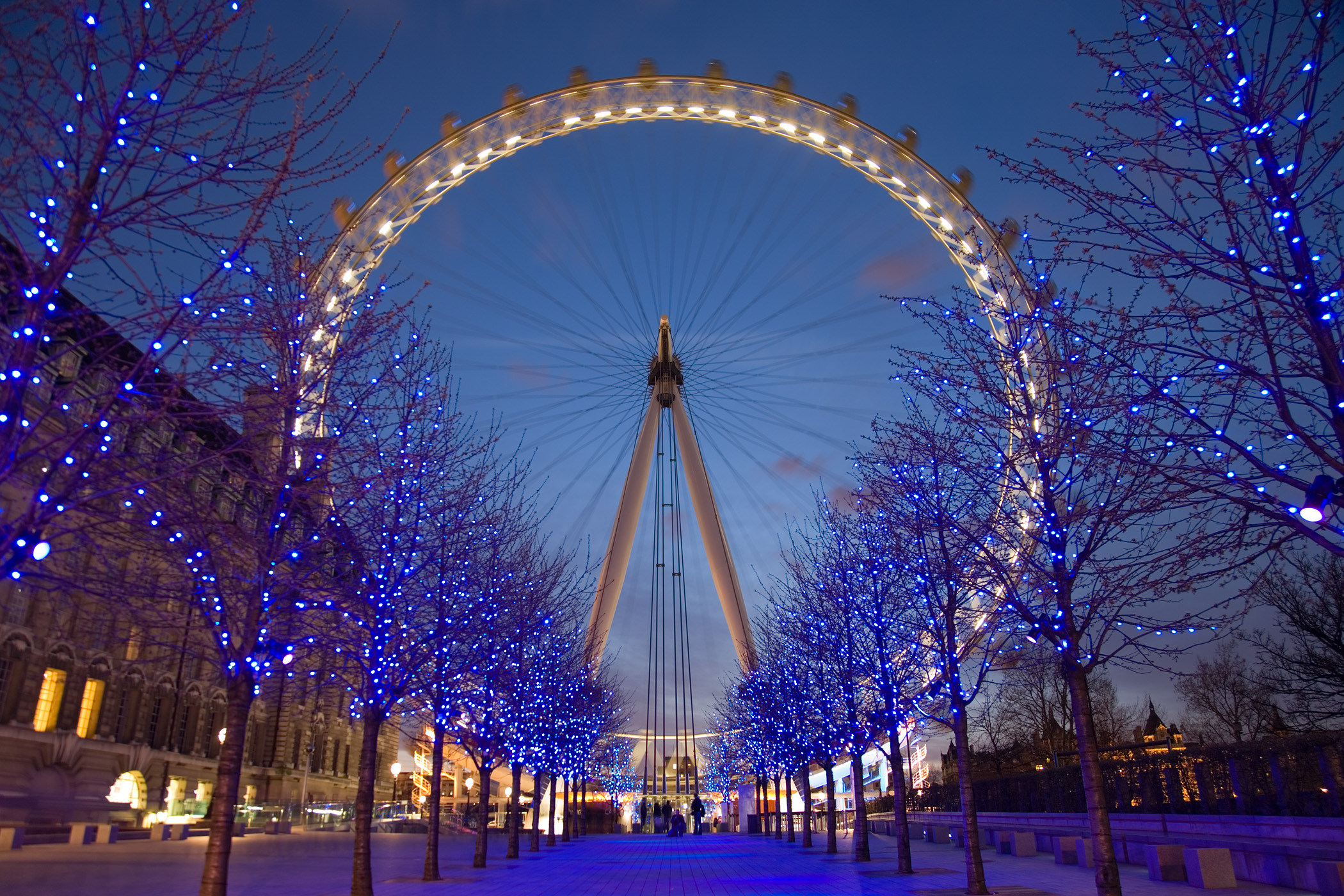
Mắt Luân Đôn vào lúc chạng vạng
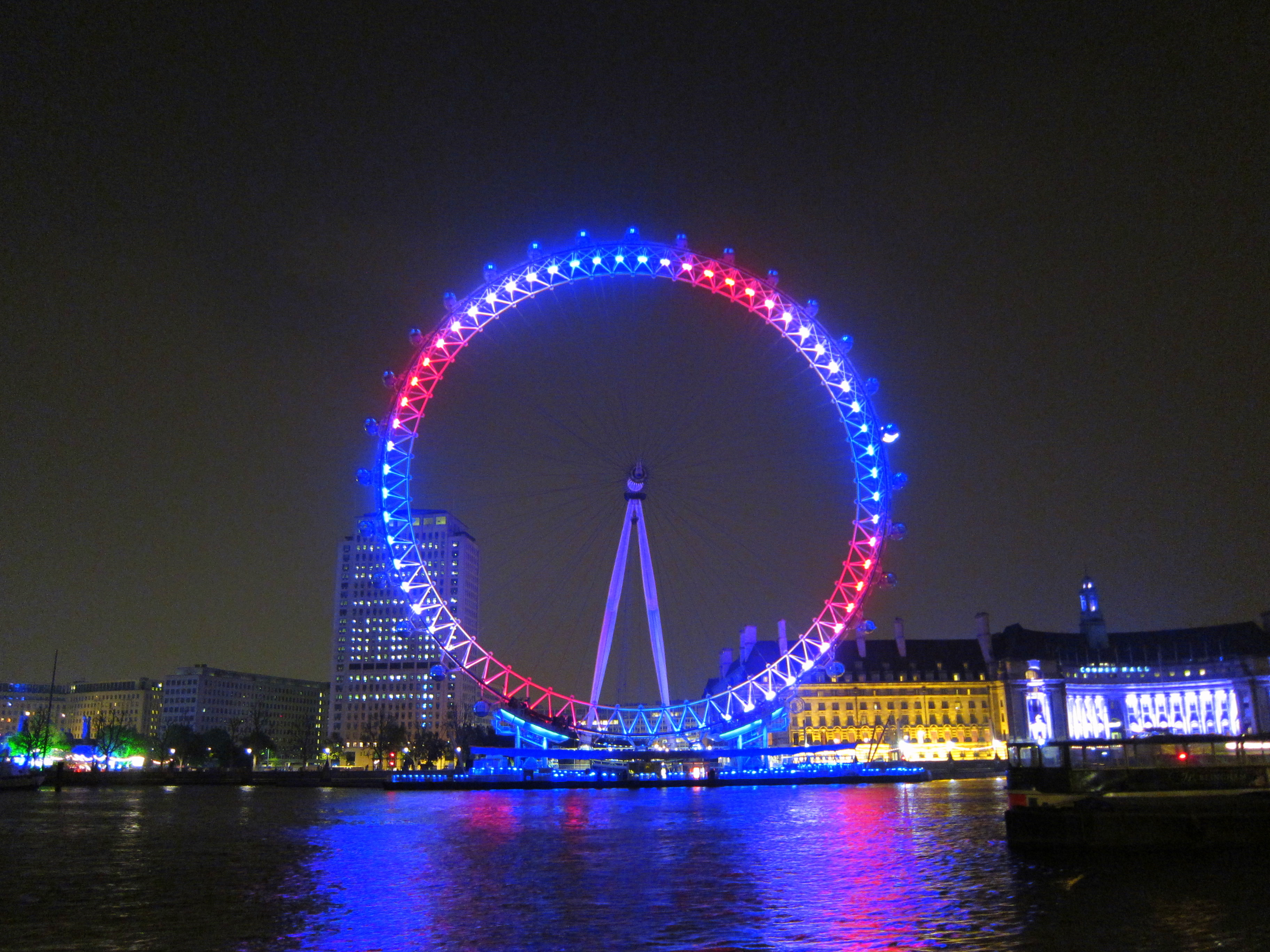
Vào đêm Lễ cưới của Hoàng tử William và Kate Middleton, Mắt Luân Đôn được thắp sáng trong nhiều ánh đèn màu cờ Liên hiệp Anh
- Video toa xe
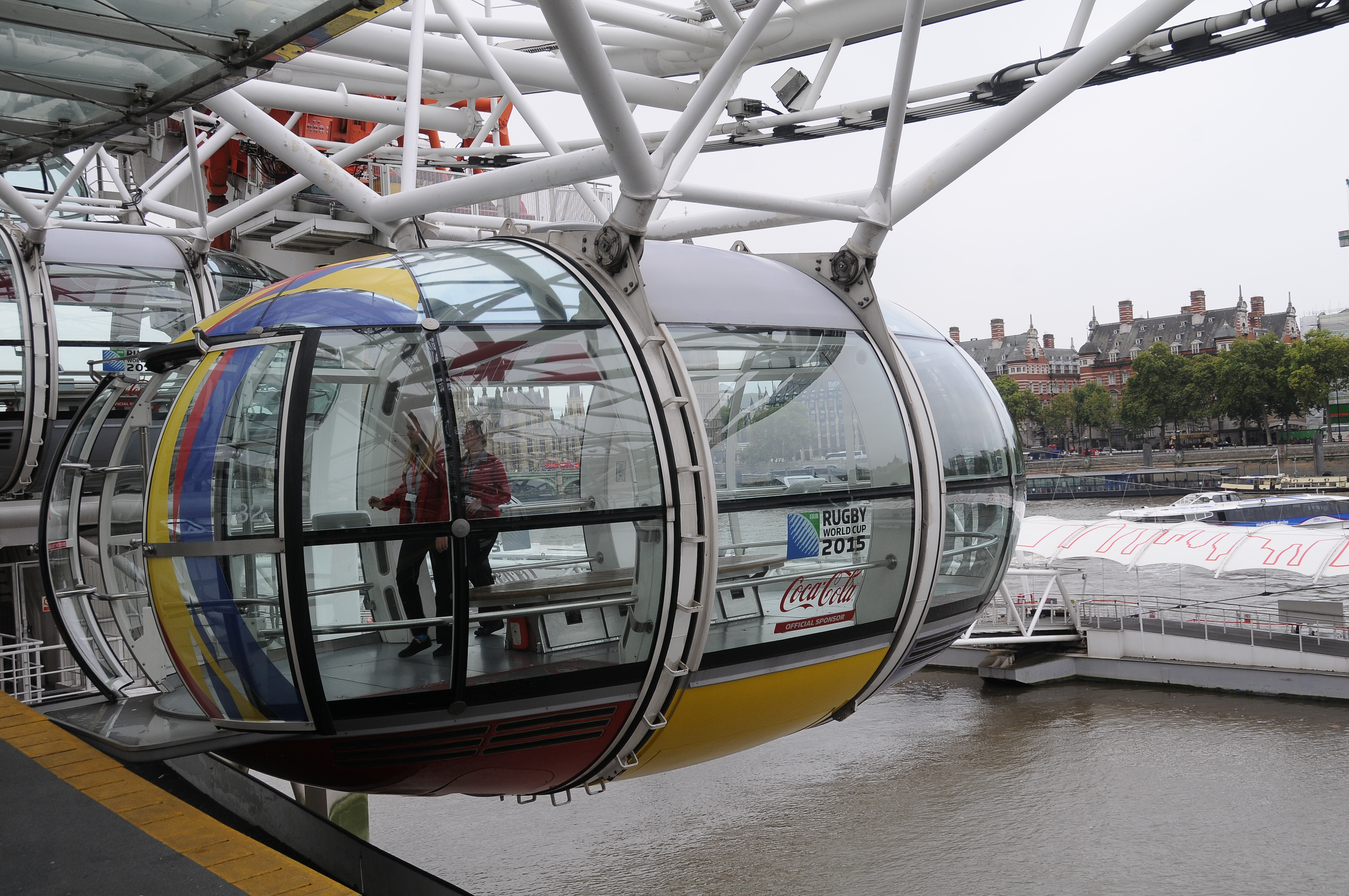
Cận cảnh toa chở hành khách trên vòng quay, lúc ngừng
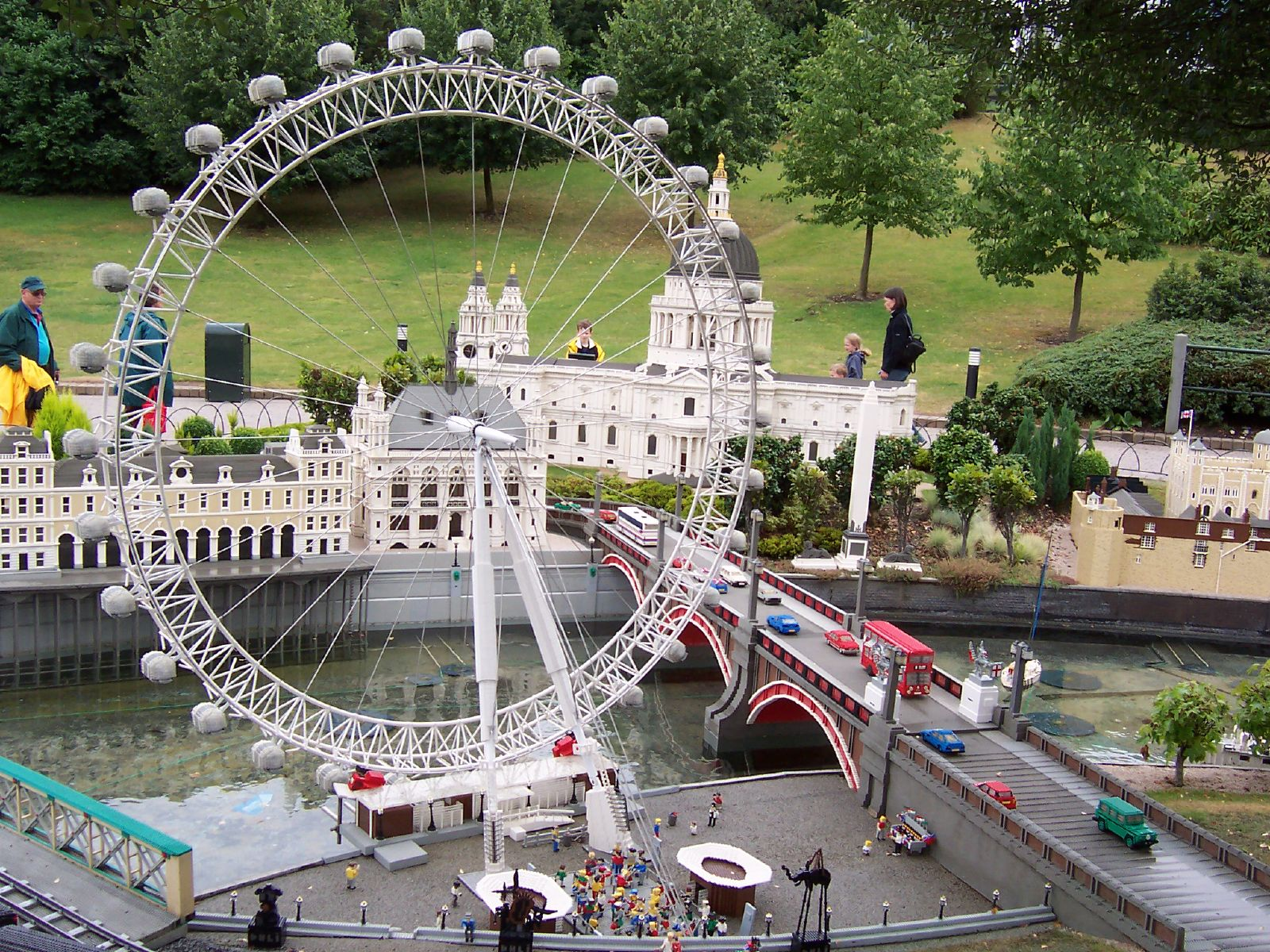
Vòng quay trong thế giới thu nhỏ của Legoland.